# Моравська Словаччина

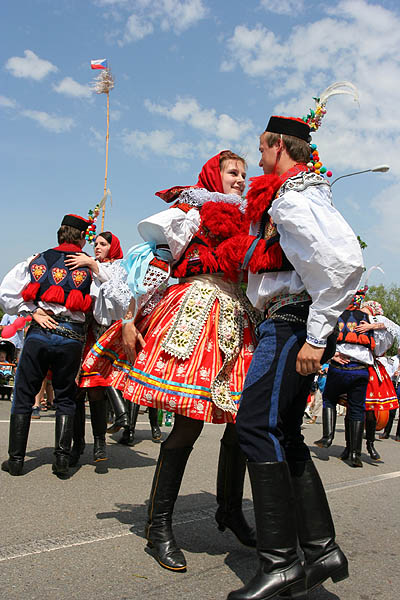
Словацький танець

Мора́вська Слова́ччина, Слова́цько (чеськ. Moravské Slovácko) — етнографічна область у Моравії на південний схід від Брно. Розташована поблизу кордону зі Словаччиною. Територіально відповідає районам Годонін, Угерске Градіште, частково Злін і Бржецлав. Часом до складу Моравської Словаччини включають і словацький Голіч.
Жителі регіону називають себе моравськими словаками, розмовляють «словацьким» (чеськ. slovácký) діалектом чеської мови — перехідним від чеської до словацької (чеськ. slovenský). Регіон багатий фольклорними традиціями.
Моравська Словаччина поділяється на етнографічні області:
- Долняцко (Угерске Градіште, Стражніце, Кийов, Угерський Брод)
- Горняцко
- Моравскі Копаніци
- Подлуже

Крім того, є дві перехідні області:
- Ганацьке Словацко (Бржецлав)
- Лугачовіцьке Залісся

## Цікаво знати
- З Моравської Словаччини, а саме міста Годонін, походив Томаш Масарик, чехословацький лідер і перший президент Чехословаччини. Він висловлював припущення, що за своїм походженням — чистокровний словак[1].

## Галерея

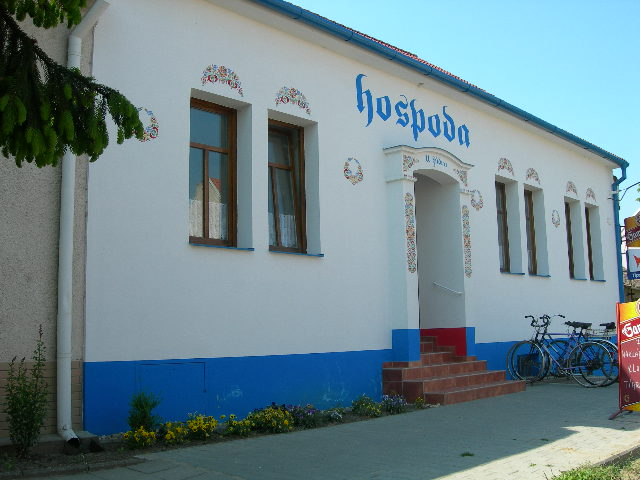
Традиційна корчма у Сватоборжицях
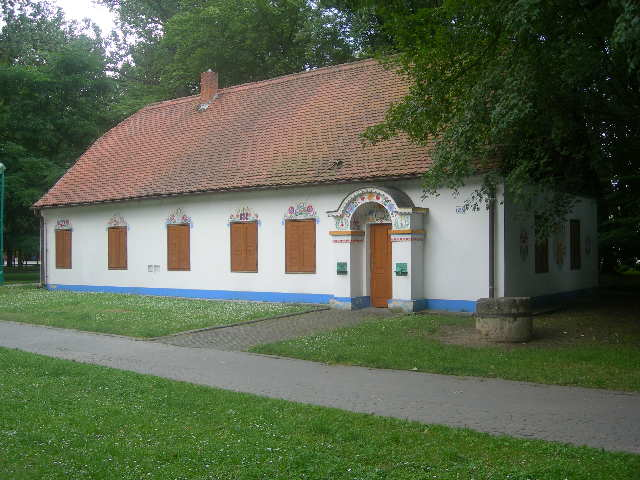
Традиційний словацький будинок в Угерскім Градіште
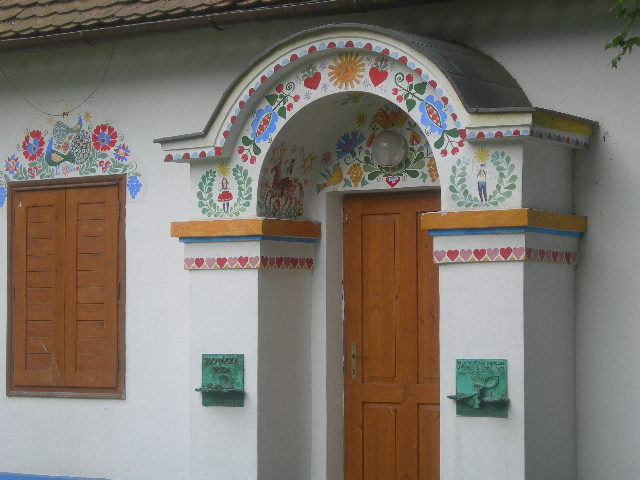
Елементи традиційного розпису
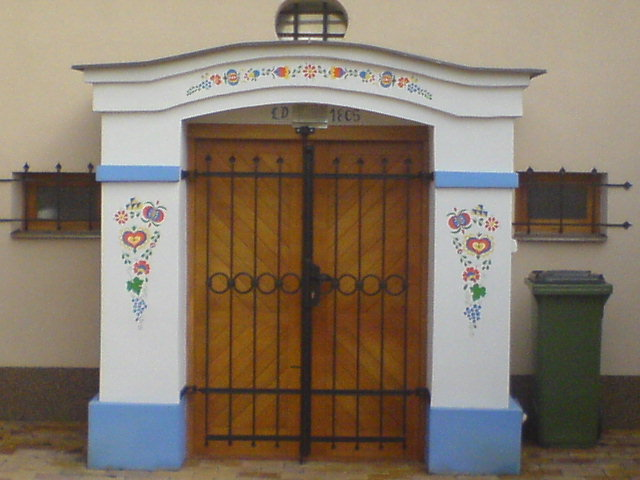
Деталі розпису винного погребу у Кійові.